# 基戈馬
基戈馬（Kigoma）是坦桑尼亞西部鄰近布隆迪的城鎮和湖港，位於坦噶尼喀湖東岸烏吉吉西北6公里，海拔775米，2007年人口135,234，是坦噶尼喀湖最繁忙的港口之一。
2007年5月，坦桑尼亞政府為了促進貿易，宣布建立經濟區域的計劃。

## 外部連結
- 基戈馬港口資料和照片

04°53′S 29°38′E / 4.883°S 29.633°E